# Blang Bintang (plaats)
Blang Bintang is een bestuurslaag in het regentschap Nagan Raya van de provincie Atjeh, Indonesië. Blang Bintang telt 851 inwoners (volkstelling 2010).